# Chaîne centrale (Nouvelle-Calédonie)
Pour les articles homonymes, voir Chaîne centrale.
 (décembre 2013).
Si vous disposez d'ouvrages ou d'articles de référence ou si vous connaissez des sites web de qualité traitant du thème abordé ici, merci de compléter l'article en donnant les références utiles à sa vérifiabilité et en les liant à la section « Notes et références ».
La Chaîne centrale est un massif montagneux ancien de Nouvelle-Calédonie constitué d'ensembles géologiques datant d'une période allant du Permien (225-280 millions d'années) au Tertiaire (1,5-65 millions d'années) et formé par une série de plissements dont le dernier irait de l'âge éocène à oligocène (26-53 millions d'années).

## Géographie

### Situation et topographie

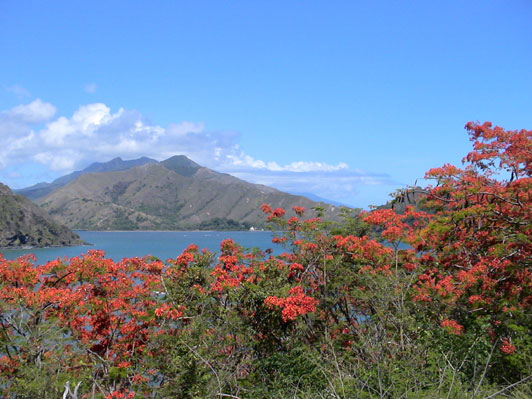
Vue du mont Panié.

La Chaîne centrale constitue une véritable moelle épinière pour la Grande Terre. Son axe sud-est - nord-ouest est ainsi le même que celui de l'île, sur laquelle elle s'étend sur toute la longueur. Toutefois excentrée, elle sépare ainsi la Grande Terre en deux parties d'inégale largeur : la côte Ouest, la plus peuplée, constituée par de larges plaines qui montent progressivement vers la chaîne ; la côte Est, plus étroite du fait des montagnes qui tombent abruptement dans la mer. La chaîne est aussi une barrière climatique : en effet, elle constitue un véritable obstacle aux vents dominants, la côte Est étant ainsi plus exposée et donc en règle générale plus humide avec une végétation plus dense que la côte Ouest plus sèche et plutôt constituée par de la savane plus propice à l'élevage ou par de la forêt sclérophylle.
C'est un massif relativement peu élevé : à l'exception de ses deux plus hauts sommets, le mont Panié (1 629 m) dans le nord et le mont Humboldt (1 618 m) dans le sud, les montagnes de la Chaîne centrale n'excèdent pas 1 500 m d'altitude. Très riches en nickel, c'est dans la chaîne que l'on trouve les principaux gisements miniers : Koniambo dans le nord, Thio, Canala et Kouaoua.

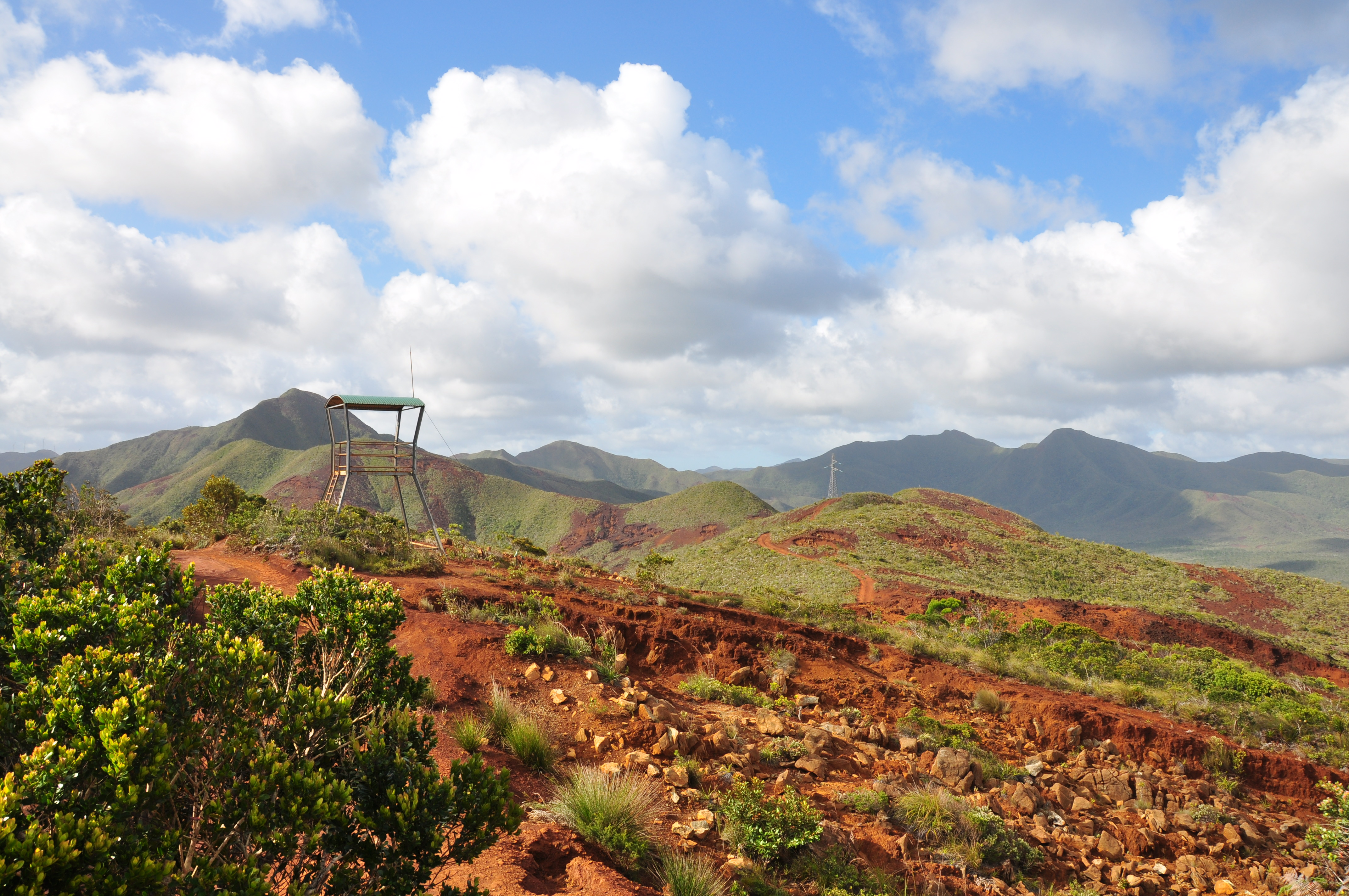
Le col de Prony, au sud de la Chaîne centrale.

### Biodiversité

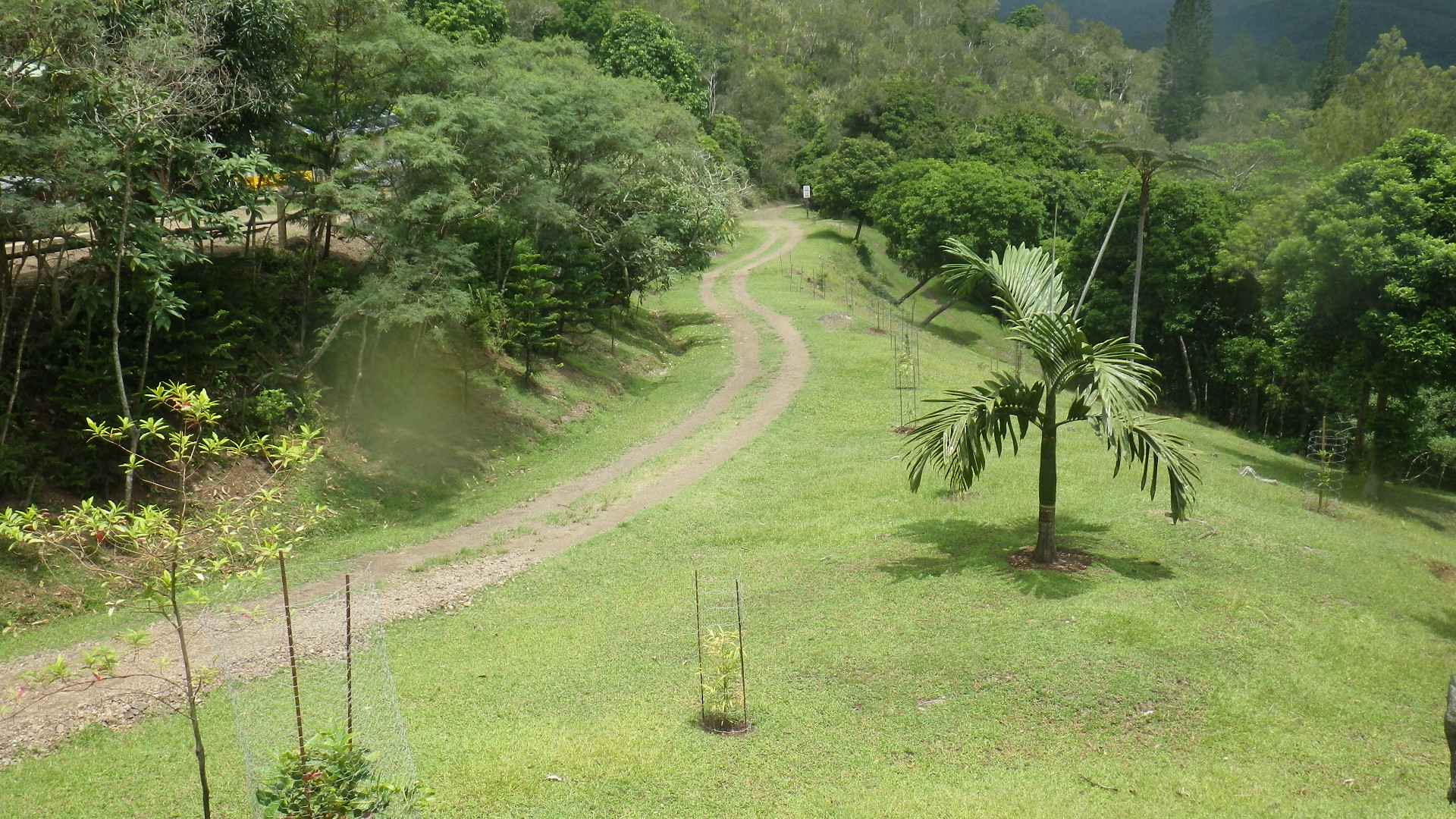
Chemin dans le parc des Grandes Fougères.

La Chaîne centrale permet le développement de biotopes particuliers qui contribuent grandement au taux d'endémisme élevé qui caractérise la biodiversité de la Nouvelle-Calédonie. Elle est recouverte essentiellement de forêt dense sempervirente humide (3 900 km2 sur la Grande Terre, surtout le long de la Chaîne centrale et la côte Est, mais aussi à l'île des Pins et sur les îles Loyauté), parfois appelée forêt primitive car la plus anciennement constituée et comportant de nombreuses espèces panchroniques (par exemple Amborella trichopoda, issue d'une lignée évolutive qui est considérée à l'heure actuelle comme la première à s'être différenciée au cours de l'évolution des plantes à fleurs, ayant débuté il y a environ 135 millions d'années au Crétacé) donnant un aperçu de la végétation qui existait à la fin du Mésozoïque. Pour cette raison, la Nouvelle-Calédonie a été le lieu de tournage de plusieurs documentaires sur cette période, notamment de deux épisodes de la série britannique des Sur la terre des dinosaures.
La forêt humide est la formation végétale la plus riche avec 2 012 espèces de plantes vasculaires (fougères, conifères et plantes à fleurs), réparties en 483 genres et 138 familles. Le taux d'endémisme spécifique de sa flore est de 82,2 % et les familles les plus fournies en espèces sont, dans l'ordre : les Orchidaceae (169), les Rubiaceae (148), les Euphorbiaceae (139), les Myrtaceae (129), les Araliaceae (87), les Apocynaceae (76), les Myrsinaceae, les Sapindaceae, les Cunoniaceae (environ 50 espèces chacune). En outre, sur les 43 espèces de conifères présentes en Nouvelle-Calédonie, 35 se rencontrent en forêt humide, ainsi que la totalité des palmiers (38 espèces). Les essences les plus représentatives de ces milieux sont les kaoris (kaori géant ou des koghis et kaori blanc ou du Nord), les Araucarias (notamment le pin colonnaire, qui domine de sa hauteur les autres arbres et est un des emblèmes du Territoire) ou encore les fougères arborescentes (notamment Cyathea intermedia qui peut dépasser les 20 m de haut).

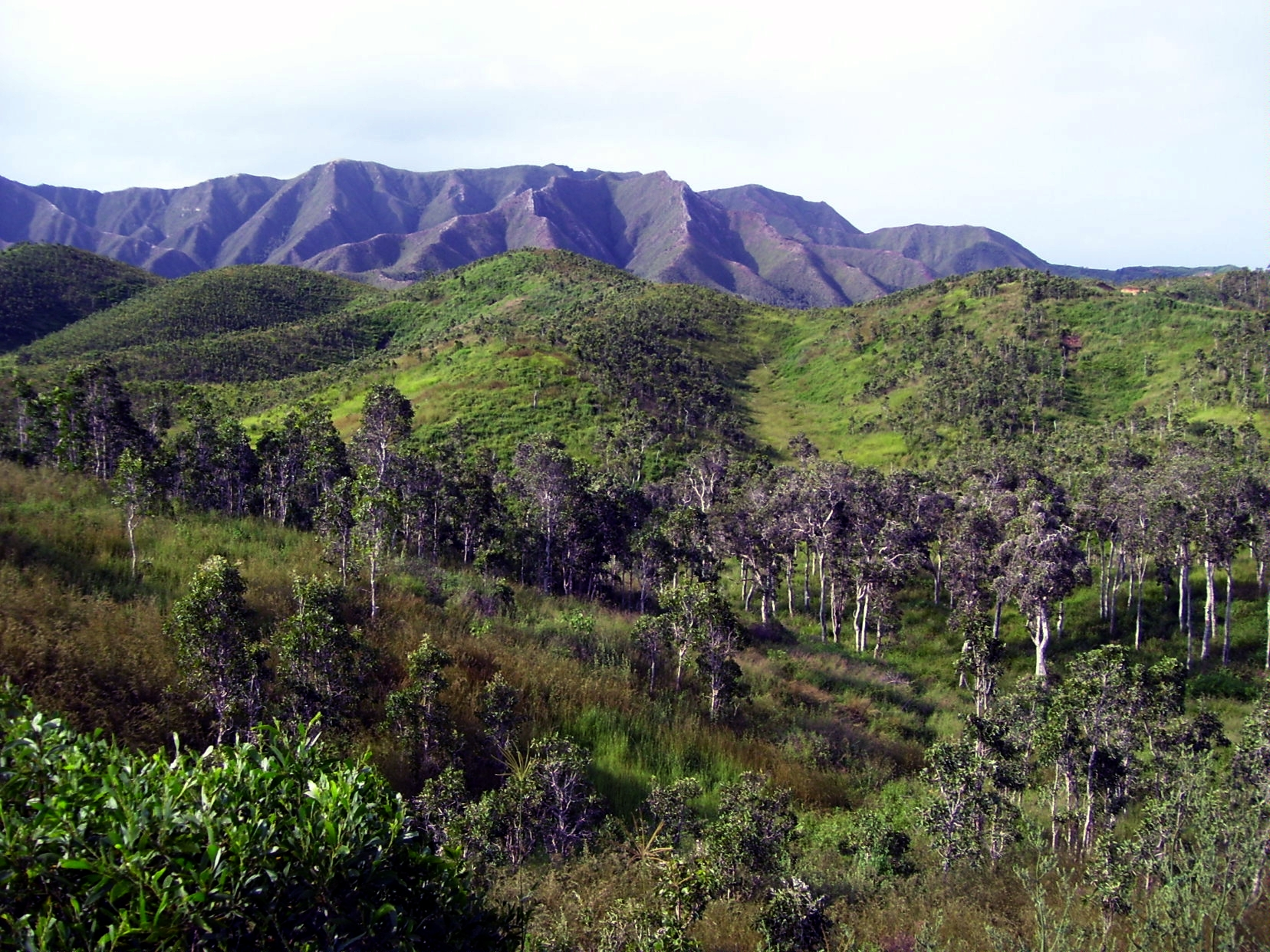
Vue de la Chaîne centrale et ses contreforts, recouverts de savane à niaouli, sur la côte Ouest, au lieu-dit Malabou dans le nord de la Grande Terre.

En 2008, la province Sud a créé le parc des Grandes Fougères sur 4 535 ha montagnards répartis sur les territoires des communes de Moindou, Farino et Sarraméa. Il a pour objectif essentiel de protéger des écosystèmes de forêt dense humide, qui présentent une biodiversité et des taux d’endémisme exceptionnels. Ainsi, un inventaire réalisé en 2009 par l’Institut de recherche pour le développement évalue à près de 500 le nombre d’espèces végétales du parc des Grandes Fougères, dont 70 % sont endémiques. Le parc abrite également de nombreuses espèces d’oiseaux endémiques dont notamment le cagou, le notou, la fauvette calédonienne, le pigeon vert : il est à ce titre inclus dans un secteur géographique classé zone importante pour la conservation des oiseaux (ZICO) par l’organisation Birdlife International. Le parc des Grandes Fougères constitue un lieu d’études pour des scientifiques du monde entier (botanistes, entomologistes, ornithologues). Les mesures de protection appliquées dans le parc intègrent la lutte contre les espèces exotiques envahissantes qui menacent la survie de la forêt. Le cerf rusa et le cochon sauvage font partie de ces espèces, ils sont donc chassés dans un secteur du parc des Grandes Fougères qui n’est accessible qu’aux chasseurs.
Il existe également dans la Chaîne centrale quelques zones de maquis minier, biotope qui se développe sur les roches ultramafiques (4 500 km2 essentiellement au sud-est de la Grande Terre, mais aussi les massifs de Koniambo, Boulindo et Thiébaghi) : il offre une grande diversité physionomique, avec aussi bien des groupements végétaux sclérophylles (à feuilles dures et coriaces, souvent vernissées) que sempervirents (dont les feuillages ne se renouvellent pas simultanément à une époque de l’année), pouvant être arbustifs, plus ou moins buissonnants, ou ligno-herbacés à strate cypéracéenne dense, mais qui ont pour point commun de se développer sur des terrains techniquement peu favorables à la nutrition minérale des plantes. Ils naissent généralement de la destruction d'une forêt à la suite d'un incendie ou d'une exploitation minière intensive. La spécificité de son sol et son aspect peu fertile (qui empêche le développement des espèces introduites envahissantes qui pourraient les menacer) entraîne un fort endémisme, avec plus de 88 % des 1 140 espèces présentes dans ce paysage ne se retrouvant qu'en Nouvelle-Calédonie et dont les conditions de nutrition minérale inhabituelles en font l'un des écosystèmes les plus originaux de la planète.

### Hydrographie

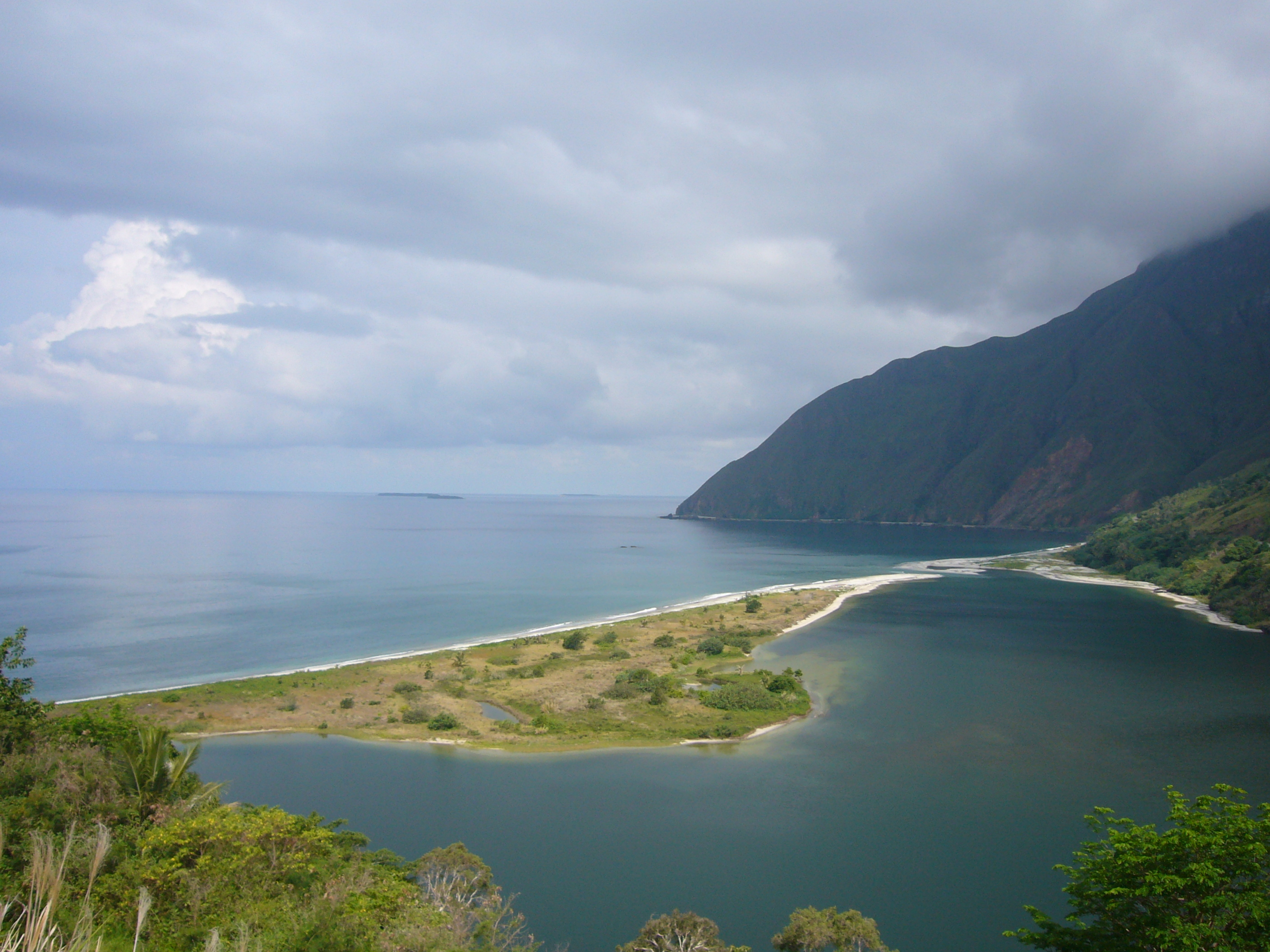
L'embouchure de la Ouaieme à Hienghène sur la côte Est, encadrée par les versants de la Chaîne centrale.

La Chaîne centrale organise le réseau hydrographique de la Grande Terre, le seul développé en Nouvelle-Calédonie.
Sur la côte Est, de nombreux fleuves côtiers, d'orientations ouest-est et aux cours marqués par de nombreuses gorges et cascades, creusent des vallées encaissées entre des lignes montagneuses de la Chaîne centrale : par exemple celles de la Ouaieme à Hienghène, de la Tchamba, de l'Amoa ou de la Tiwaka à Poindimié ou Touho.

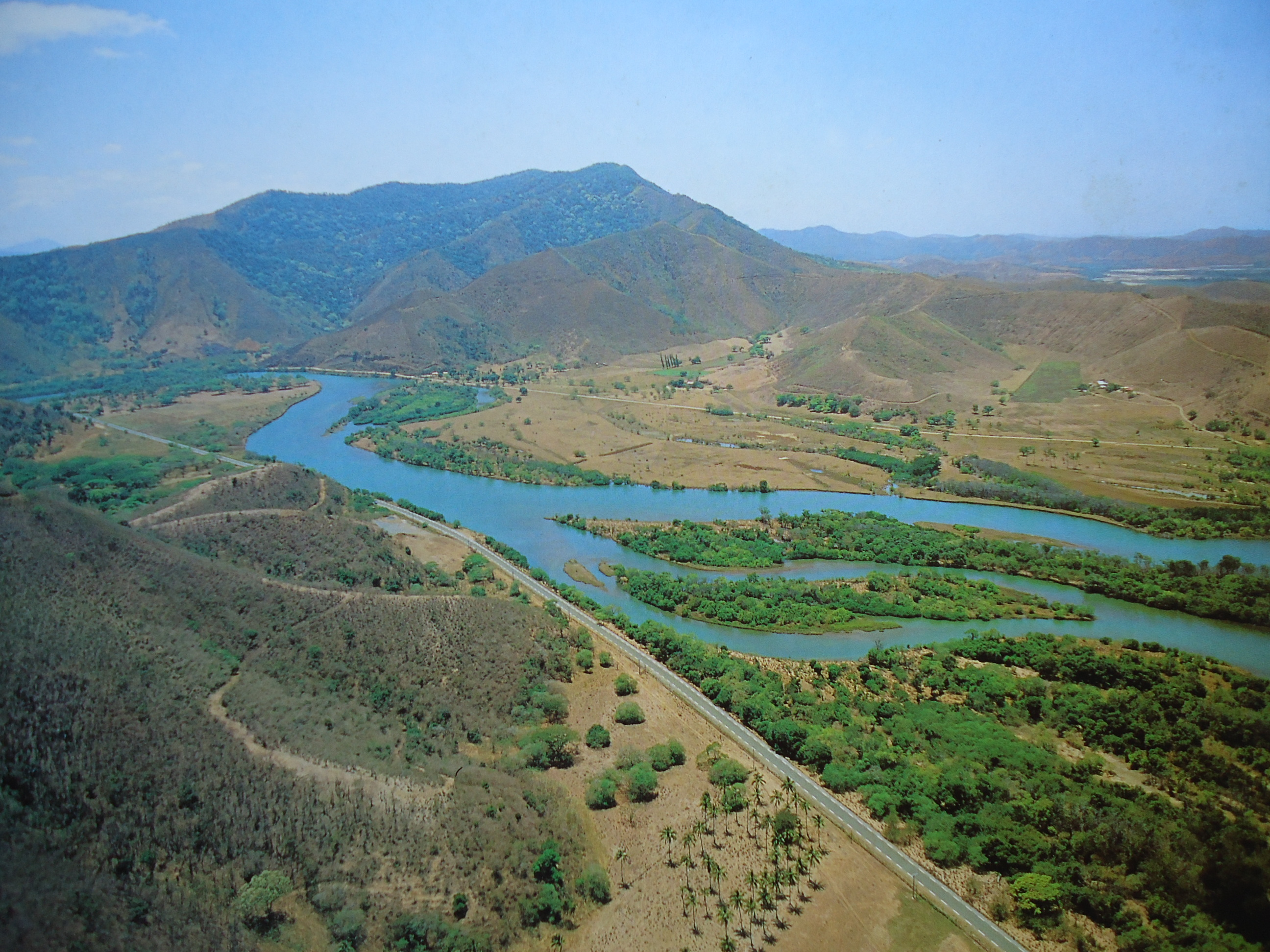
La vallée de la Néra, à Bourail sur la côte Ouest.

Sur la côte Ouest, les bassins versants se développent davantage en plaine, avec des fleuves comme la Dumbéa, la Tontouta, la Foa ou la Néra, fortement marqués par les activités humaines (notamment l'agriculture ou l'élevage).
Le Diahot est le plus long fleuve de Nouvelle-Calédonie et le seul à avoir une orientation sud-nord, sur le territoire de la commune de Ouégoa dans le nord de la Grande Terre.
Dans le Grand Sud, le réseau hydrographique se densifie et prend une forme très éclatée, sous la forme de nombreux « trous d'eau » et « creek ».